# Tipula (Nippotipula) klapperichi
Tipula (Nippotipula) klapperichi is een tweevleugelige uit de familie langpootmuggen (Tipulidae). De soort komt voor in het Oriëntaals gebied.